# Venette
 Venette  es una población y comuna francesa, en la región de Picardía, departamento de Oise, en el distrito de Compiègne y cantón de Compiègne-Sud-Ouest.

## Demografía
| 2165 | 2173 | 2022 | 2002 | 2400 | 2674 |
| Para los censos de 1962 a 1999 la población legal corresponde a la población sin duplicidades (Fuente: INSEE [Consultar]) |      |      |      |      |      |